# Равлів Ігор Петрович
Равлів Ігор Петрович (нар. 5 грудня 1953, с. Пробіжна Чортківського району Тернопільської області) — український педагог, науковець, громадський діяч. Кандидат філологічних наук (1997).

## Біографія
Закінчив Львівський університет (1979, нині національний університет). Працював електриком на Чортківському м'ясокомбінаті. 1979—1982 — учитель у СШ с. Киданці, 1982—1984 — директор СШ у селі Стриївка (обидва — Збаразького району Тернопільської області). 1984—1987 — завідувач відділом народної освіти Збаразького райвиконкому. Від 1987 — вчитель Збаразької СШ № 1. Від 1991 — голова Збаразької районної ради народних депутатів і райвиконкому. 1992—1993 — представник Президента України у Збаразькому районі, від 1993 — заступник представника Президента у Тернопільській області з гуманітарних питань.
Від 1994 — в обласному управлінні освіти: 1-й заступник начальника, заступник. 1998—1999 — помічник заступника голови-керівника секретаріату Тернопільської ОДА. Від 1999 — 1-й заступник, від червня 2006 — начальник управління освіти і науки Тернопільської ОДА. Кінець 1980-х — початок 1990-х: 1-й голова Збаразької районної ради ТУМ, співорганізатор районної організації НРУ, голова Збаразької районної організації ДемПУ, помічник-секретар народного депутата СРСР Г. Петрука-Попика.
Упорядник книжки «Д. Павличко. Десять віршів про мову і 88 про літературу. Б. Харчук. Слово і народ» (2007)(хол).